# استان لئون، اسپانیا
لئون (León) استانی در شمال‌غرب اسپانیا، در شمال‌غرب بخش خودمختار کاستیا-لئن است. 
این استان هم‌مرز با استان‌های کانتابریا، آستوریاس و نابارا است.
مرکز استان شهر لئون است. 
۴۹۶٬۶۵۵ نفر (۲۰۰۵) در لئون زندگی می‌کنند که از این میان یک چهارم در شهر لئون ساکن هستند.زبان اصلی این استان زبان لئونی است. 
مساحت استان ۱۵٬۵۸۱ کیلومتر مربع است و ۲۱۱ دهستان دارد.
هوای استان در زمستان سرد و خشک است.